# Jonas Furrer
Jonas Furrer, född 3 mars 1805 i Winterthur, död 25 juli 1861 i Bad Ragaz, var en schweizisk politiker.
Furrer var ursprungligen advokat, tog livlig del i kantonen Zürichs politiska liv som ledare för dess frisinnade parti. Under den kritiska tiden 1847–1848 var Furrer en av Schweiz ledande politiker, och medverkade kraftigt till upplösningen av Sonderbund och var en av de främsta upphovsmännen till den nya förbundsförfattningen.